# Чампурадо
Чампура́до (ісп. Champurrado) — гарячий мексиканський напій атоле, до складу якого, крім кукурудзяного борошна (часто обробленого соком лайма) і коричневого цукру, входить топлений шоколад. Готують його як з води, так і з молока. Для ароматизації можуть бути використані кориця, насіння анісу або ванілі.
Атоле збивається з допомогою дерев'яного віночка, званого молінійо (в сучасних умовах його замінює блендер). Чампурадо традиційно подається з чурос вранці як простий сніданок або ввечері як снек. Чампурадо також дуже популярний в день мертвих і на свято Лас Посадас (в сезон Різдва), тоді він подається паралельно з тамале.
Порошкоподібний чампурадо продається в Мексиці в бакалійних крамницях. В готовому вигляді має густу консистенцію, що нагадує кашку. Іноді його готують з алкоголем,  арахісом, цедрою апельсина або курячими яйцями.

## Історія
Батьківщиною шоколаду є Мексика, і вперше його культивували мая та ацтеки. Мая використовували какао-боби в різних церемоніях, таких як шлюб і торгівля. Шоколадні напої датуються 450 роком до нашої ери за часів ацтеків. Пили шоколад з кукурудзяним пюре, або масу. Ці напої вважалися магічними, і після вживання вони надавали тим, хто вживає, силу і міць. У XVI столітті Іспанія вторглася в Америку і повертала в Іспанію багато предметів, одним з яких був шоколад. Шоколад пили чистим і розігрітим. Це була розкіш, яку могли собі дозволити лише аристократи, оскільки тільки дуже багаті могли дозволити собі цінні какао-боби. Згодом напій змінився. Ранні іспанські колоністи адаптували напій, створений за часів стародавніх ацтеків, який складався з води та маса харини. Вони змінили його, додавши цукор, молоко та шоколад.